# Lyonsiella quaylei
Lyonsiella quaylei is een tweekleppigensoort uit de familie van de Lyonsiellidae. De wetenschappelijke naam van de soort is voor het eerst geldig gepubliceerd in 1969 door F. R. Bernard.